# Ney Kolā
Ney Kolā (persiska: نی کلا) är en ort i Iran.   Den ligger i provinsen Mazandaran, i den norra delen av landet, 150 km nordost om huvudstaden Teheran. Antalet invånare är 260.
Terrängen runt Ney Kolā är mycket platt, och sluttar norrut. Runt Ney Kolā är det tätbefolkat, med 286 invånare per kvadratkilometer. Närmaste större samhälle är Babol, 7,6 km sydväst om Ney Kolā. Trakten runt Ney Kolā består till största delen av jordbruksmark.